# Akgöl, İlkadım
Akgöl là một xã thuộc quận İlkadım, tỉnh Samsun, Thổ Nhĩ Kỳ. Dân số thời điểm năm 2010 là 125 người.